# Cuxhaven (Schiff, 1882)
Die Cuxhaven war ein britischer Kohlefrachter, der nach seinem Verkauf nach Italien im Ersten Weltkrieg von einem deutschen U-Boot versenkt wurde.

## KohlefrachterCuxhaven
Die Cuxhaven wurde 1882 auf der Werft von W. B. Thompson & Co. in Dundee mit der Baunummer 40 gebaut. Auftraggeber war die Yorkshire Coal & Steam Shipping Co. in Goole, England. Das Dampfschiff von 950 BRT wurde zum Transport von Kohle aus den Bergwerken von Yorkshire benutzt. Die Reederei, und mit ihr die Cuxhaven, wurde 1895 von der Goole Steam Shipping Co. übernommen. Diese wiederum ging 1905 in den Besitz der Lancashire and Yorkshire Railway über. Für die Cuxhaven bedeuteten diese Besitzwechsel keine Veränderungen in ihrem Dienst.

## KüstenfrachtschiffTorero
Im Jahre 1911 wurde das Schiff dann an Giuseppe Sfilio in Palermo verkauft und, nach Umbenennung in Torero, noch im gleichen Jahr weiterverkauft an die Soc. Trasporti Internazionali Marittimi in Palermo, von der das Schiff als Küstenfrachter genutzt wurde. Im Ersten Weltkrieg wurde die Torero am 1. November 1916, auf der Fahrt von Neapel nach Palermo, etwa 6 Seemeilen nordnordöstlich des Capo Gallo auf Position 38° 18′ 0″ N, 13° 22′ 48″ O von dem deutschen U-Boot U 21 unter Kapitänleutnant Otto Hersing durch Artilleriebeschuss versenkt. Die Besatzung konnte zuvor in ihre Boote gehen und sich retten.